# Chenin
Chenin  je sorta bijele vinove loze nepoznatog podrijetla. Uzgaja se od 6. stoljeća u samostanskim vinogradima opatije Saint-Maure, pod imenom "biljka iz d'Anjoua". Rabelais u Gargantui hvali njene blagodati. Iz te loze dobiva se suho vino, kao i likeri, a odgovara i pripravi pjenušaca. Prenesena je u Touraine vjerojatno u 15. stoljeću.
Ima vrlo raznolika svojstva, a time daje i široku paletu vina. Pogodna je za slatka desertna vina, kao i za pjenušce zbog svoje velike kiselosti.
Uzgaja se najviše u Francuskoj, Južnoj Africi, Kaliforniji i Južnoj Americi.
Ostali nazivi: Chenin bijeli (Chenin Blanc), Anjou, Blanc d´Aunis, Capbreton Blanc, Confort, Coue Fort, Cruchinet, Cugnette, Fehér Chenin, Franc Blanc, Franche, Gout Fort, Luarskoe, Pineau d´Anjou, Pineau de Briollay, Pineau de la Loire, Pineau de Savennieres, Pineau Gros, Pineau Gros de Vouvray, Pineau Nantais, Plant de Breze, Plant de Salces, Plant de Salles, Plant du Clair de Lune, Quefort, Rajoulin, Rouchalin, Rougelin, Steen, Stein, Tete de Crabe, Vaalblaar Stein, Verdurant.

## Vanjske poveznice
- Mali podrum  Arhivirana inačica izvorne stranice od 28. rujna 2007. (Wayback Machine) - Chenin; hrvatska vina i proizvođači